# Onico

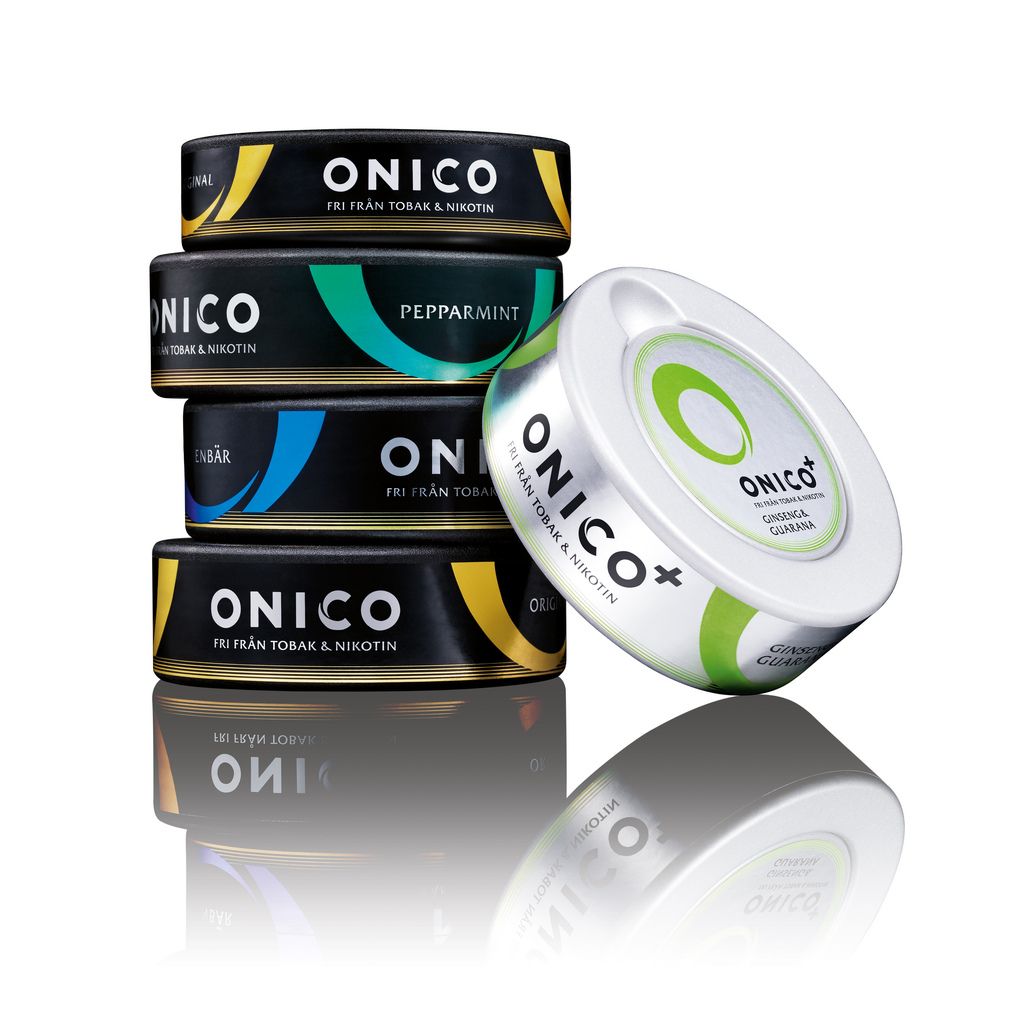
Onico - nikotinfritt snus

Onico är ett varumärke under vilket Swedish Match producerar en tobaks- och nikotinfri portionssnus.
Varumärket Onico lanserades 2006 och finns idag i sex varianter: Original White Large, Original White Mini, Peppermint White Large, Enbär White Large. 2010 lanserades en ny serie, Onico+ Ginseng & Guarana som innehåller koffein och ginsenosider och 2013 kom Onico Pepparmint med fluor, även den utan tobak och nikotin men som innehåller det tandvårdande ämnet fluor. 
Onico är klassat som ett livsmedel och består av smaksatta fibrer från havre och kakao, salter, fuktighetsbevarande medel och aromtillsatser. Alla tillsatser är livsmedelsgodkända. Onico och andra nikotinfria snus används av många som en snusavvänjningsprodukt och som komplement till nikotintuggummi och nikotinplåster. 
Fram till slutet av 2008 innehöll Onico majsfibrer. I maj 2008 publicerades en artikel i Tandläkartidningen där tre tandläkare beskriver hur en man som använt Onico i ett års tid fått svår karies i sina framtänder. Artikeln i Tandläkartidningen initierade ett utvecklingsarbete tillsammans med Sahlgrenska akademin i Göteborg, och i november 2008 lanserades ett nytt recept för Onico baserat på havre- och kakaofiber i syfte att minska kariesrisken.
När Onico lanserades gjordes flera uppmärksammade reklamfilmer för produkten. Talesman för dessa var skådespelaren Mikael Persbrandt. Onico har tidigare sponsrat en av båtarna i Match Cup Sweden och var en av fem huvudsponsorer till Elitserien i ishockey 2009/2010.